# Badules
Badules – gmina w Hiszpanii, w prowincji Saragossa, w Aragonii, o powierzchni 20,09 km². W 2011 roku gmina liczyła 100 mieszkańców.